# Paco Sordo
Francisco Sordo Artaraz (El Puerto de Santa María, 28 de mayo de 1979), conocido como Paco Sordo, es un historietista, animador e ilustrador español.

## Biografía
Nacido en El Puerto de Santa María, Cádiz, tras completar la secundaria cursó un grado superior de animación por la Escuela de Cinematografía y del Audiovisual de la Comunidad de Madrid (ECAM). Uno de sus primeros empleos como animador fue en Nikodemo, y posteriormente ha trabajado en varios estudios europeos, tanto en series de animación como en campañas publicitarias.
En 2010 comenzó la serie Internet: modo de empleo en la revista satírica El Jueves. Después de que varios autores abandonaran dicha publicación en junio de 2014 por la retirada de una portada crítica con la proclamación de Felipe VI, Sordo fue uno de los dibujantes que se involucró en la revista digital Orgullo y satisfacción, y mantuvo la sección Tebeos basura hasta su cierre en 2017.
Buena parte de su obra está dedicada al público infantil; ha ilustrado más de cincuenta títulos para el mercado estadounidense y franco-belga. Desde 2021 publica la serie Niko para el sello BDKids de la editorial Bayard, una obra que desde septiembre de 2023 también se prepublica en la revista Astrapi. 
En 2021 lanzó la historieta autoconclusiva El Pacto, editada por Nuevo Nueve, en la que rendía homenaje a la historieta española y a la Escuela Bruguera a través de la vida ficticia de Miguel Gorriaga, un aspirante a dibujante que planea el secuestro de Manuel Vázquez. Al año siguiente El Pacto ganó el Premio a la Mejor Obra de Autor Español en el Salón de Barcelona. Paco Sordo fue galardonado con el Premio Nacional del Cómic de 2022, que otorga el Ministerio de Cultura de España, por haber proyectado en esa novela «el legado del cómic español hacia el presente y el futuro».